# Harvey Korman
Harvey Herschel Korman (ur. 15 lutego 1927 w Chicago, zm. 29 maja 2008 w Los Angeles) – amerykański aktor komediowy pochodzenia żydowskiego.
Urodził się w rodzinie żydowskich emigrantów z Rosji. W czasie II wojny światowej służył w armii amerykańskiej. Po wojnie podjął studia w Goodman School of Drama w Chicago. Debiutował w 1950 w letnim teatrze Peninsula Players w Fish Creek w stanie Wisconsin. Później rozpoczął współpracę z telewizją; początkowo podkładając głos do takich kreskówek jak: Flintstonowie czy Tom i Jerry. Sukces i sławę przyniosły mu występy w rozrywkowych programach telewizyjnych: The Danny Kaye Show (1963-67) oraz The Carol Burnett Show (1967-78). Drugi z tych programów przyniósł mu nagrodę Złotego Globu (w 1975) i 2 Nagrody Emmy (w 1971 i 1972).
Na dużym ekranie największą popularność przyniosła mu współpraca z Melem Brooksem. Korman zagrał w 4 komediach Brooksa: Płonące siodła (1974), Lęk wysokości (1977), Historia świata: Część I (1981) oraz Dracula – wampiry bez zębów (1995).
Zmarł w szpitalu w Los Angeles. Pochowany na Woodlawn Memorial Cemetery w Santa Monica.

## Filmografia
- Cyganka (1962) jako Phil, prasowy agent
- Kwietniowe szaleństwa (1969) jako Matt Benson
- Huckleberry Finn (1974) jako król
- Płonące siodła (1974) jako Hedley Lamarr
- Lęk wysokości (1977) jako dr Charles Montague
- Garbie jedzie do Rio (1980) jako kapitan Blythe
- Historia świata: Część I (1981) jako książę de Monet
- Na tropie Różowej Pantery (1982) jako prof. Auguste Balls
- Klątwa Różowej Pantery (1983) jako prof. Auguste Balls
- Alicja w Krainie Czarów (1985) jako Biały Król
- Zdrada (1993) jako Sid
- Dracula – wampiry bez zębów (1995) jako dr Jack Seward
- Świąteczna gorączka (1996) jako prezydent
- Gideon (1999) jako Jacob
- Flintstonowie: Niech żyje Rock Vegas! (2000) jako pułkownik Slaghpoole